# Самолёты не приземлились
«Самолёты не приземлились» — советский художественный фильм, снятый режиссёром Загидом Сабитовым в 1963 году на студии «Узбекфильм».
Премьера фильма состоялась 22 февраля 1964 года.

## Сюжет
Фильм антизападной, антибуржуазной направленности.
Действие фильма происходит на Ближнем Востоке. Месть трёх подростков, убивших прокурора за несправедливо обвинённых и казненных отцов, и похороны покончившей с собой сестры одного из них — Амиры, обесчещенной американским лётчиком, вылились в демонстрацию протеста против хозяйничанья в стране американцев, приводят к национальным беспорядкам и захвату американских военных аэродромов.

## В ролях
- Леонид Сенченко — Фархад
- Нариман Латипов — Юсуф
- Семён Чунгак — Мирза
- Эльвира Бруновская — Фарида
- Тинатин Белоусова — Амира
- Вадим Бероев — Риад
- Раззак Хамраев — Исмали
- П. Арханов — Икрами
- Всеволод Якут — Арсан
- Карп Мукасян — президент
- Гегам Воскян — Махмуд-хан
- Мелик Дадашев — Яхья
- Николай Гарин — Гибсон
- Георгий Шевцов — Гарди
- Сергей Годзи — Мэрроу
- Хикмат Латыпов — железнодорожник